# کریستین بیلیک
کریستین بیلیک (لهستانی: Krystian Bielik؛ زادهٔ ۴ ژانویهٔ ۱۹۹۸) بازیکن فوتبال اهل لهستان است که در پست مدافع مرکزی برای باشگاه فوتبال دربی کانتی در چمپیونشیپ بازی می‌کند.
از باشگاه‌هایی که در آن بازی کرده‌است می‌توان به لگیا ورشو، آرسنال، بیرمنگام سیتی، والسال، چارلتون اتلتیک و دربی کانتی اشاره کرد.